# Ulysse Diallo
Ulysse Diallo (Bamako, 26 ottobre 1992) è un calciatore maliano, attaccante svincolato.